# Andrea Carnevale
Andrea Alessandro Carnevale (ur. 12 stycznia 1961 w Monte San Biagio) – włoski piłkarz, napastnik. Brązowy medalista MŚ 90.
Karierę rozpoczynał w Fondi. Występował w szeregu włoskich klubów, największe sukcesy odnosił jako piłkarz SSC Napoli. W zespole tym grał w latach 1986–1990. Napoli, z Diego Maradoną w składzie, należało wówczas do ścisłej czołówki Serie A. Dwa razy zostawało mistrzem Włoch (1987 i 1990), a w 1989 neapolitański klub sięgnął po Puchar UEFA. W 1990 na trzy sezony został piłkarzem Romy. Ponadto grał w US Avellino (1979–1981), AC Reggiana 1919 (1981–1983), Cagliari Calcio (1983–1984), Calcio Catania (1984), Udinese Calcio (1984–1986, 1993–1994, 1994–1995) czy Pescarze (1993–1994, 1995–1996).
W reprezentacji Włoch zagrał 10 razy i strzelił 2 bramki. Debiutował 22 kwietnia 1989 w meczu z Urugwajem, ostatni raz zagrał w 1990. Podczas MŚ 90 wystąpił w dwóch pierwszych meczach Italii, następnie w pierwszym składzie zastąpił go Toto Schillaci. Wcześniej brał udział w igrzyskach w Seulu.